# Chase Bank
JPMorgan Chase Bank, N.A., koja djeluje pod poslovnim imenom Chase Bank ili samo kao Chase, američka nacionalna banka sa sjedištem u New York Cityju, SAD, koja se bavi osobnim i poslovnim bankarstvom. Ranije je bila poznata pod imenom Chase Manhattan Bank, a ime je promijenila 2000. godine kada se spojila s J.P. Morgan & Co. Kolokvijalno je bila poznata kao banka obitelji Rockefeller, koja su bili najveći pojedinačni dioničari njene prethodnice Chase National Bank.

## Povijest
Dana 1. rujna 1799. godine osnovana je banka Manhattan Company, koja se 1955. godine spojila s Chase National Bank (osnovana 1877.) u jedinstvenu Chase Manhattan Bank. Prvotna Chase National Bank ostvarila je poslovni uspjeh kada je 1930. godine kupila Equitable Trust Company iz New Yorka, čiji je najveći dioničar bio John D. Rockefeller ml., nakon čega je postala najvećom bankom u SAD-u i na svijetu. Nova Chase Manhattan Bank postala je 1969. godine, pod vodstvom Davidom Rockefellerom, novom glavnom kompanijom Chase Manhattan Corporation.
Godine 1996. spojene su Cahse Manhattan Bank i Chemical Bank, da bi se u prosincu 2000. godine spojila s J.P. Morgan & Co., nakon čega je nova banka postala poznata kao JPMorgan Chase.

## Vanjske poveznice
- Službene stranice banke - chase.com (engl.)